# ضريح النبي شعيب
مقام وضريح النَّبي شُعيب، ويقع في منطقة وادي شعيب جنوب مدينة السلط في الأردن، وهو عبارة عن مسجد حديث فيه قبرٌ يُنسب للنبي شعيب، ويُعد من المواقع الأثرية المهمّة في الأردن، وأحد أشهر المقامات استقطابًا للزوّار في الأردن.

## الموقع الجغرافي
يقع مقام وضريح النبي شُعيب في منطقة وادي شعيب في محافظة البلقاء على الطريق المؤدي إلى الأغوار الوسطى إلى الجنوب الغربي من مدينة السلط المطلة على وادي الأردن وعلى بعد 40 كم من مدينة عمان.

## الوصف الحالي
تم إنشاء المسجد وتأهيل المقام حديثًا، حيثُ افتُتح المسجد تحت رعاية الملك عبد الله الثاني ابن الحسين في شهر رمضان من عام 2003، ويشتمل على مصلى للرجال (والذي يتّسع حوالي 500 مصلٍ) وآخـر للنساء (والذي يتّسع حوالي 200 مصلية)، والمقام، وقاعة متعددة الأغراض، ومكتبة، وسكن للإمام وآخر للمؤذن، والإيوان، بالإضافة إلى الدورات الصحية والمتوضئات للرجال والنساء، وبلغت مجموع مساحاته 2000 م2 وبلغت الكلفة الإجمالية لهذا المشروع 950 ألف دينار. وكان المبنى القديم يتألف من غرفة المقام يعلوها قُبّة صغيرة وبداخلها مقام النبي شعيب وقد تم من خلال المشروع تطوير الموقع كاملاً وربطه من خلال الشارع الفرعي بالشارع الرئيس المؤدي إلى الأغوار.

## الأهمية الدينية
يعتبر مقام وضريح النَّبي شعيب أحد المواقع الأثرية والمقامات الدينية المهمّة عند مسلمي الأردن، وذلك للاعتقاد بأنّ النَّبي شعيب أحد الأنبياء المذكورين في القرآن قد دُفن فيه. ما جعل المنطقة تشكّل نقطة جذب سياحي، ويتوافد عليه آلاف الزوار سنويًا بينهم أعداد كبيرة من دول شرق أسيا مثل باكستان وماليزيا وأندونيسيا، وخاصة أيام الجمعة التي تمتاز بكثرة الزوار في المنطقة وكذلك في شهر رمضان.

## معرض الصور

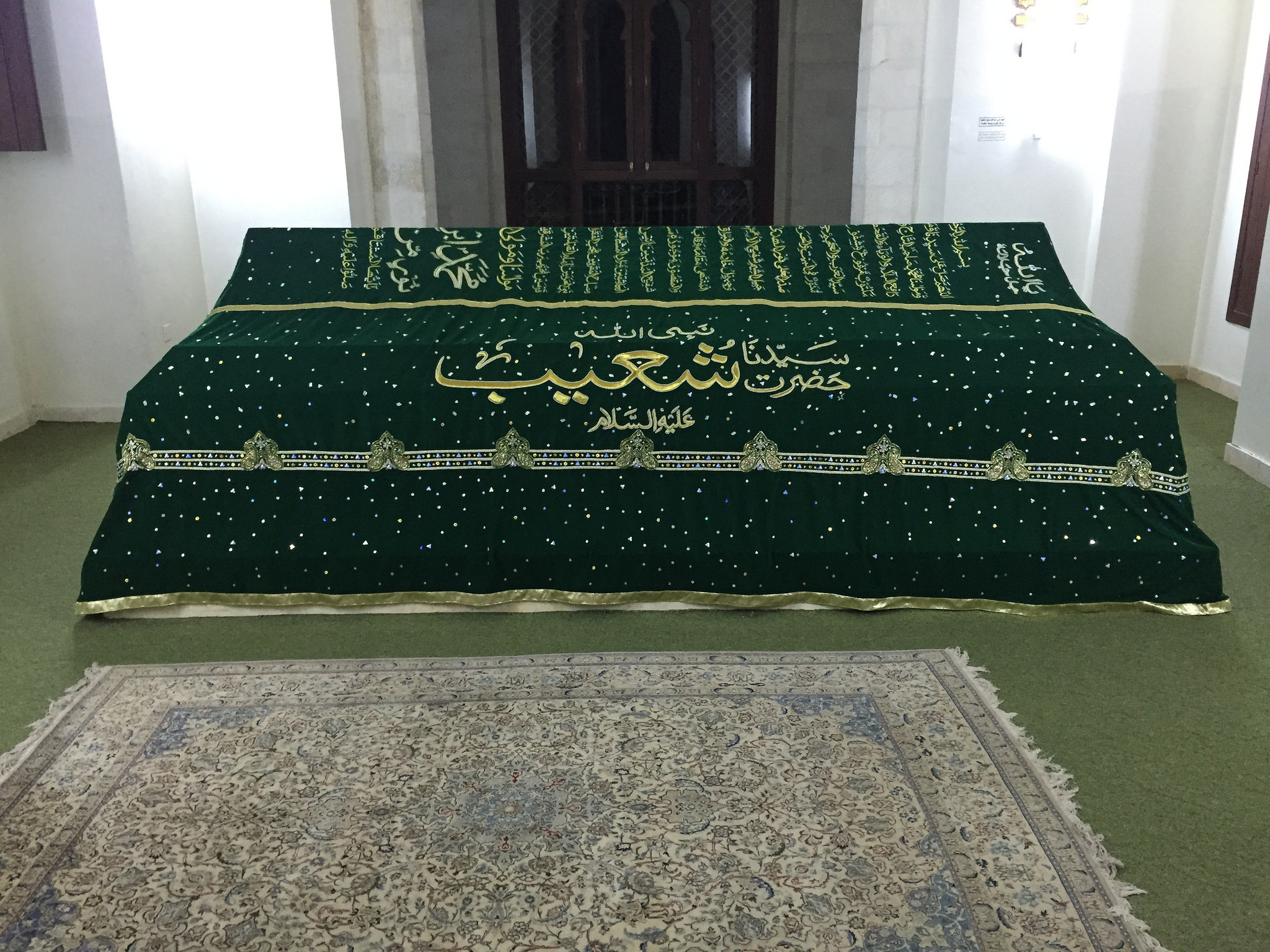
المقام من الداخل
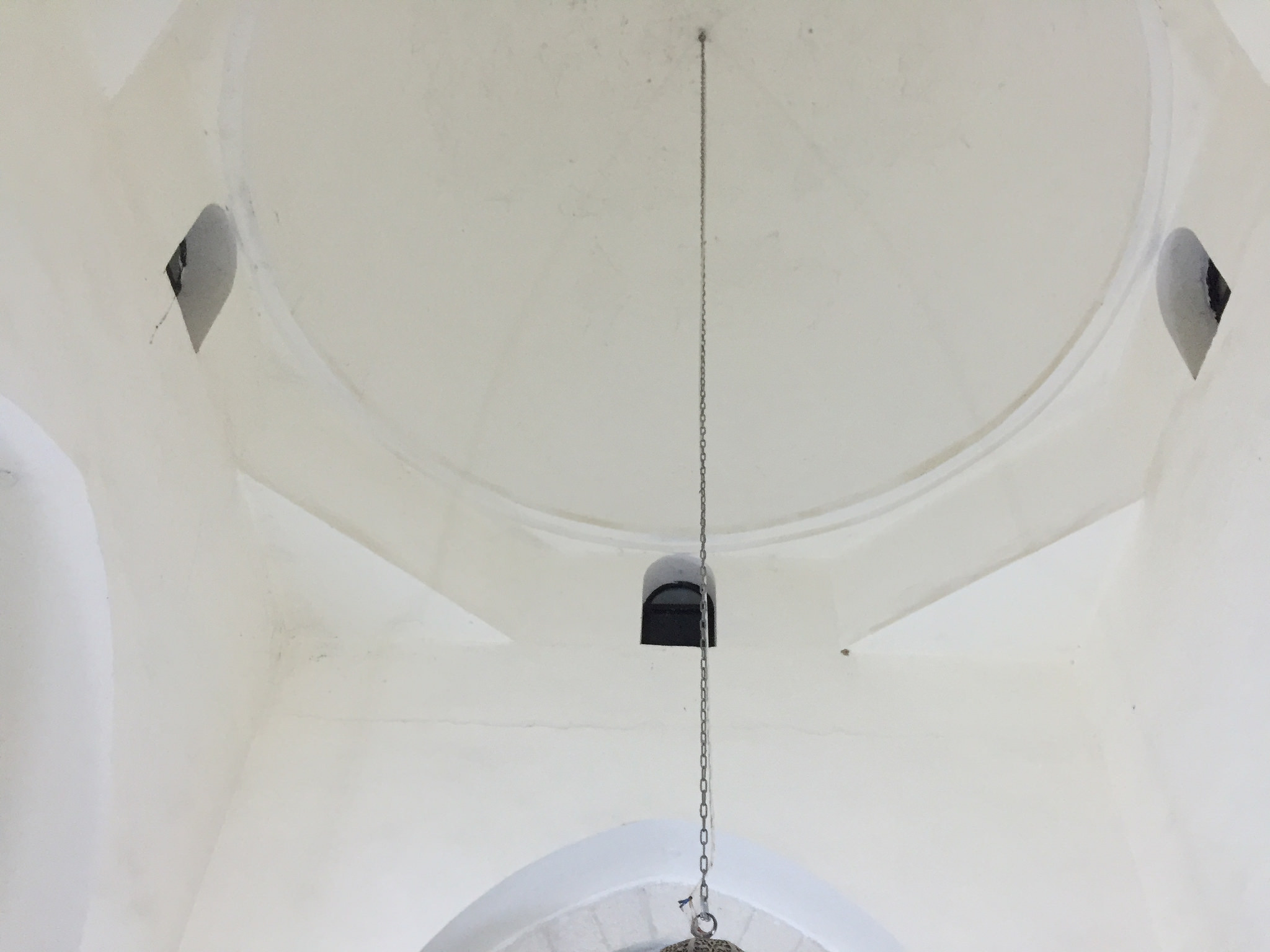
القبة التي تعلو المقام من الداخل
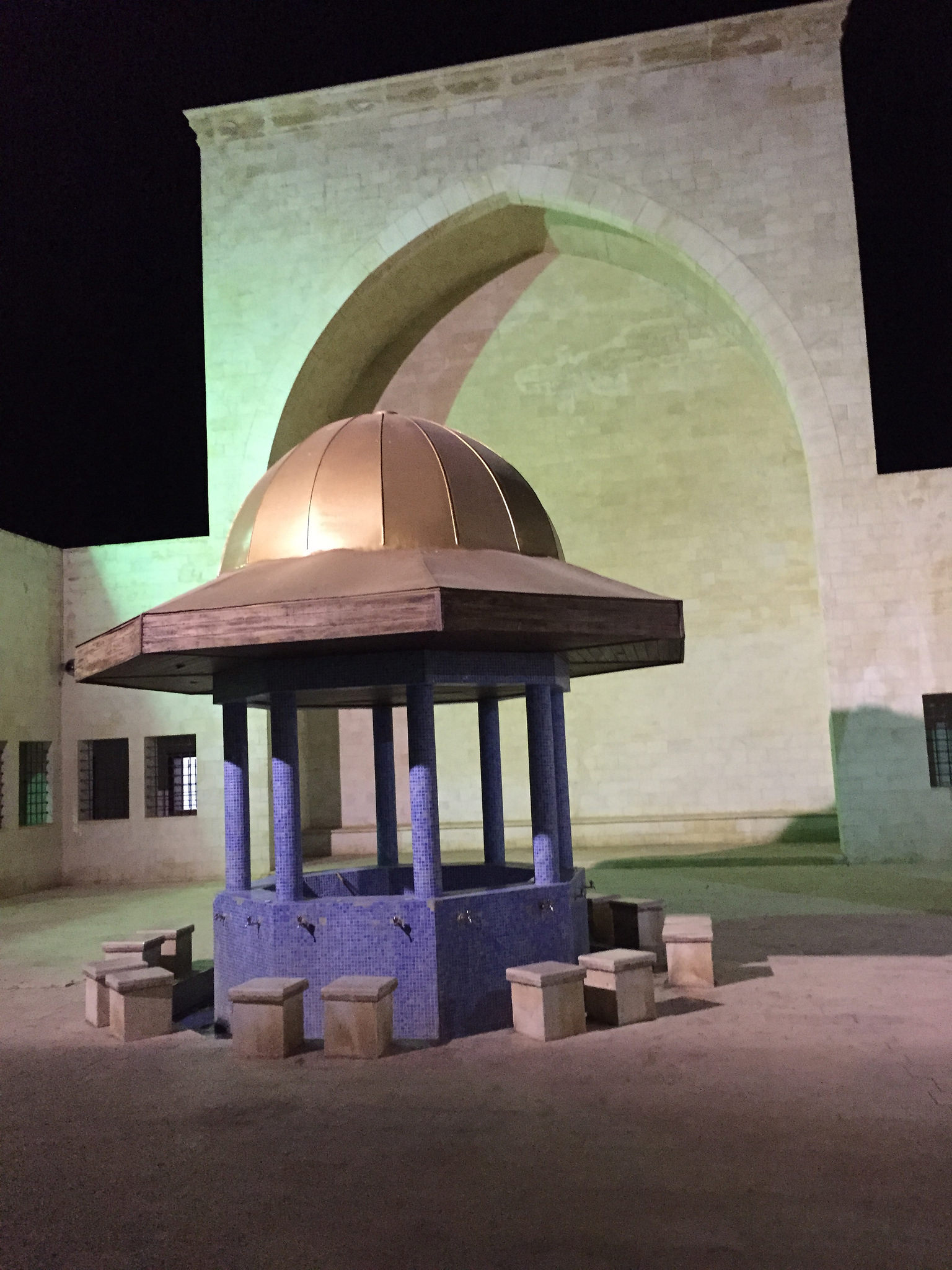
إيوان المسجد والمتوضأ
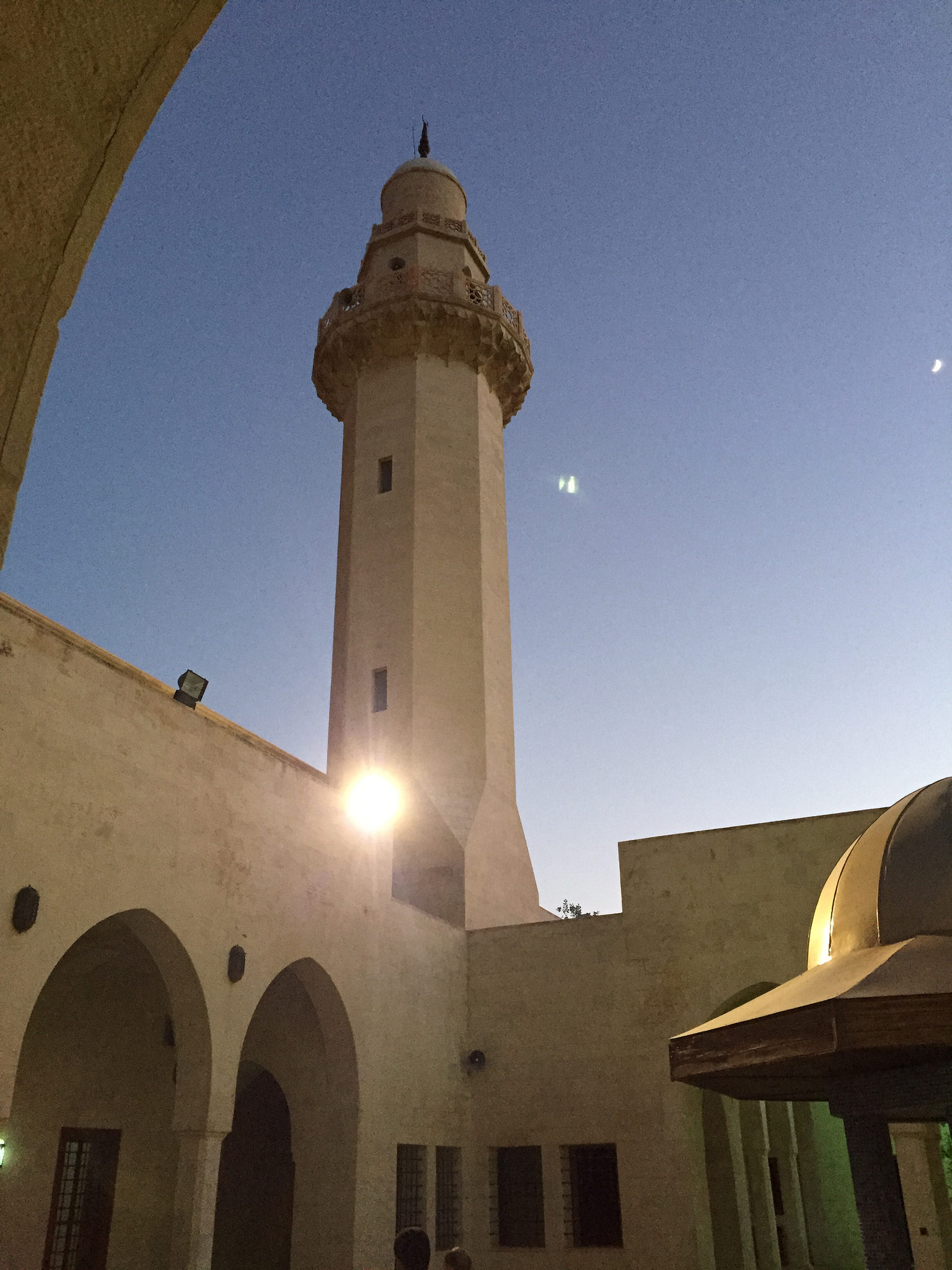
مأذنة المسجد
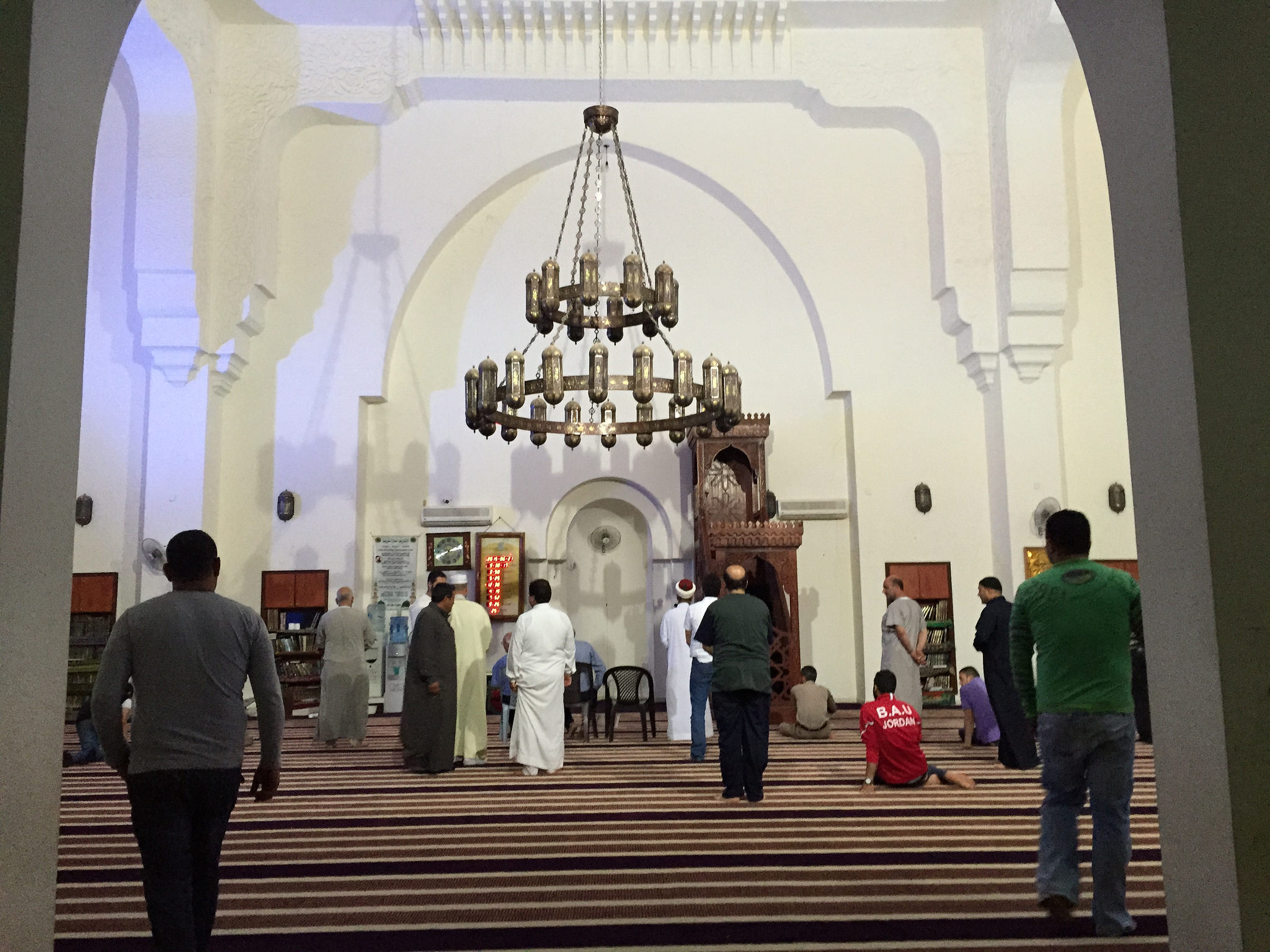
مُصلى الرجال
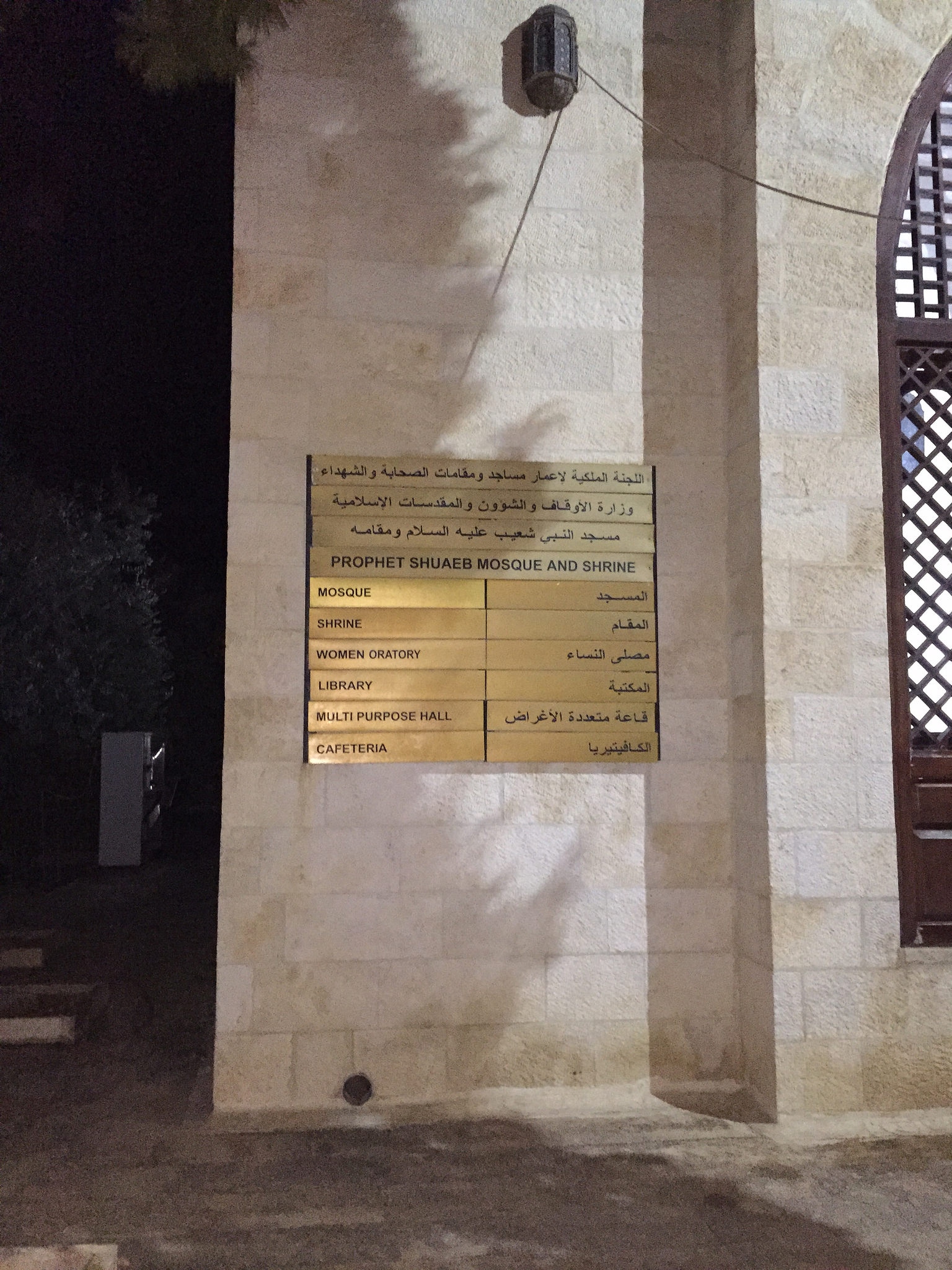
مدخل المسجد